# Francesco Guerini
Francesco Guerini (Napoli, 1710 circa – Londra, 1780) è stato un compositore e violinista italiano.

## Biografia
Napoletano di origine, fu violinista e compositore. Le sue opere furono pubblicate in diverse città europee verso la metà del XVIII secolo. La sua data di nascita rimane sconosciuta. Forse si può identificare con il Mr. Guering violinista esibitosi a Londra nel 1730. Guerini fu attivo all'Aia per il principe d'Orange dal 1740 al 1760, quando si trasferì a Londra, ove si hanno tracce della sua attività fino al 1770. La maggior parte delle opere pubblicate di Guerini consistono in sonate per uno o due violini e continuo, ma scrisse anche musica per clavicembalo e Sei sonate per violoncello solo con il basso continuo per clavicembalo, Opus 9, pubblicate a Londra nel 1765.